# Trichoridia fulminea
Trichoridia fulminea är en fjärilsart som beskrevs av John Henry Leech 1900. Trichoridia fulminea ingår i släktet Trichoridia och familjen nattflyn. Inga underarter finns listade i Catalogue of Life.